# Seiji Miyaguchi
Seiji Miyaguchi (宮口 精二?, Miyaguchi Seiji; Tokyo, 15 novembre 1913 – Tokyo, 12 aprile 1985) è stato un attore giapponese.
Tra i film da lui interpretati si ricordano in particolare I sette samurai e Vivere, entrambi di Akira Kurosawa, e Kwaidan di Masaki Kobayashi. È morto nel 1985 di cancro ai polmoni.

## Filmografia parziale
- Vivere (Ikiru), regia di Akira Kurosawa (1952)
- I sette samurai (Shichinin no samurai), regia di Akira Kurosawa (1954)
- Kuroi kawa, regia di Masaki Kobayashi (1957)
- Storia di un amore puro (Jun'ai monogatari), regia di Tadashi Imai (1957)
- Crepuscolo di Tokyo (Tōkyō boshoku), regia di Yasujirō Ozu (1957)
- La leggenda di Narayama (Narayama bushiko), regia di Keisuke Kinoshita (1958)
- I cattivi dormono in pace (Warui yatsu hodo yoku nemuru), regia di Akira Kurosawa (1960)
- Karami ai, regia di Masaki Kobayashi (1962)
- Koto, regia di Noboru Nakamura (1963)
- Desiderio d'omicidio (Akai satsui), regia di Shōhei Imamura (1964)
- Kwaidan (Kaidan), regia di Masaki Kobayashi (1964)
- Fiore secco (Kawaita hana), regia di Masahiro Shinoda (1964)